# Itasy

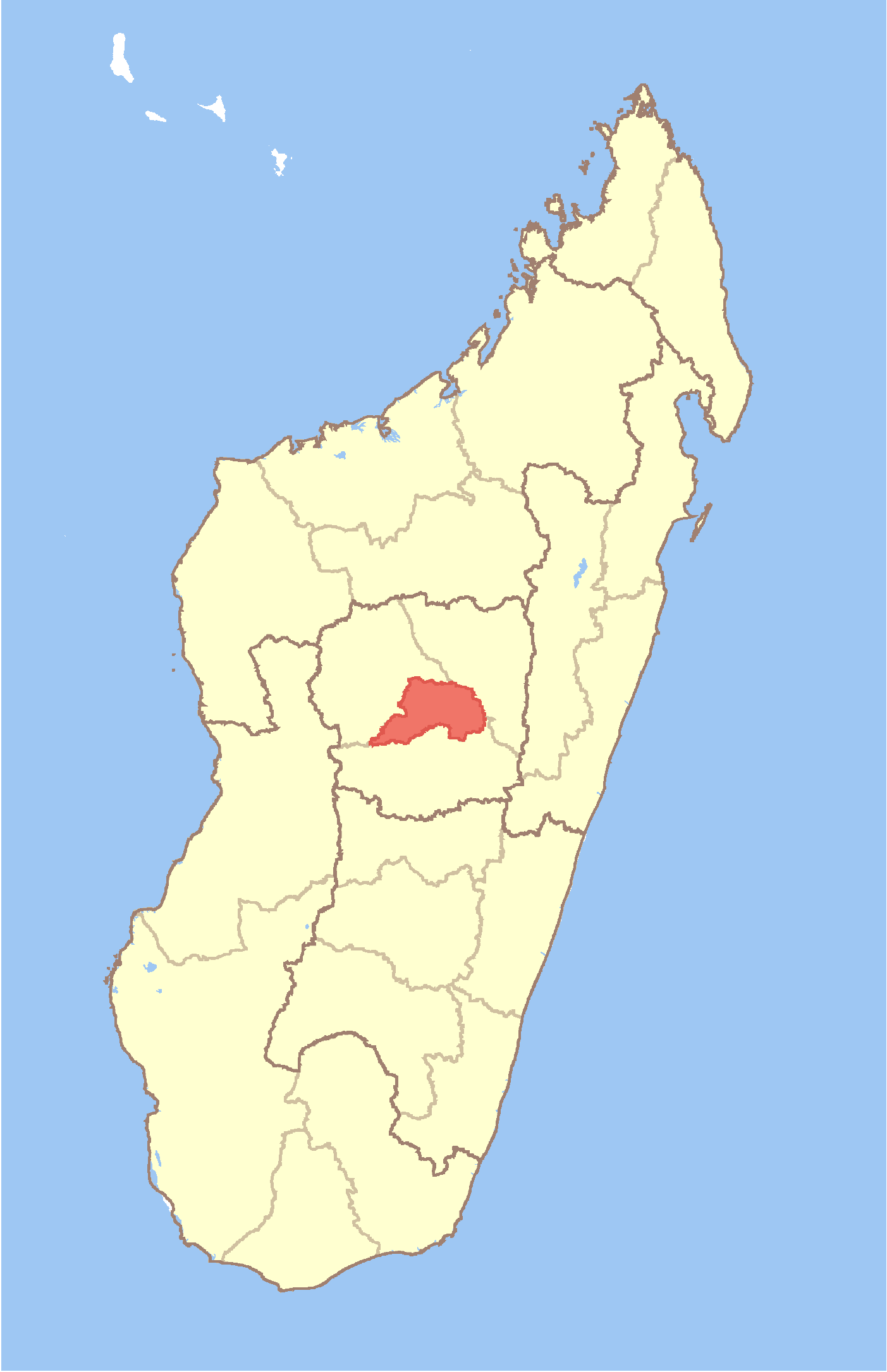
Localisation de la région d'Itasy à Madagascar.

Itasy est l'une des vingt-trois régions de Madagascar, située dans la province d'Antananarivo, au centre de l'île.

## Géographie
Elle est frontalière de la région d'Analamanga au nord-est, de Vakinankaratra au sud et de Bongolava au nord-ouest. La capitale de la région est Miarinarivo et la population est estimée à 643 000 en 2004. Elle est la plus petite région de Madagascar en superficie avec 6 993 km2 et la plus densément peuplée après Analamanga.
La Région Itasy se compose de 3 Districts, 53 Communes et 556 Fokontany.

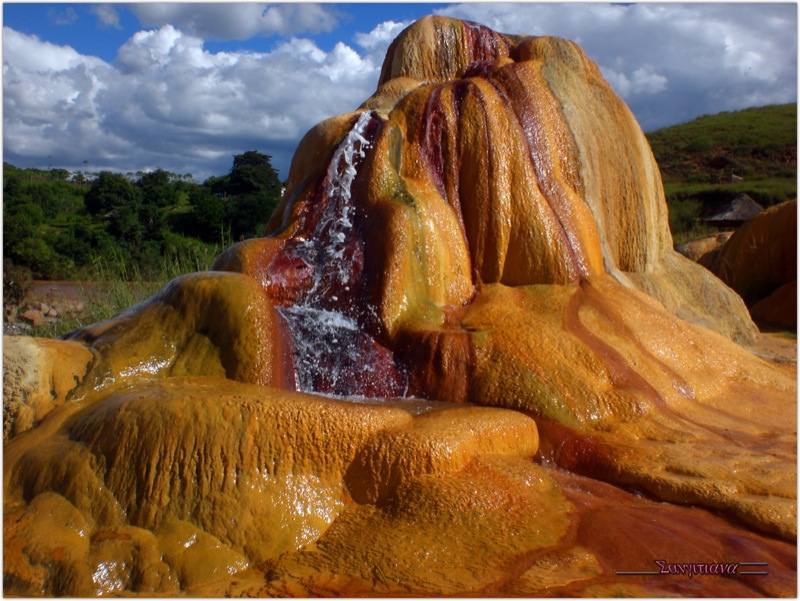
Geyer Analavory près d'Ampefy

## Administration
Le chef-lieu de la Région Itasy est la Commune Urbaine de Miarinarivo, hébergeant l'Hotel de Région Itasy et la Prefecture de Miarinarivo. 
Le Gouverneur se nomme Andriamanana Solofonirina Maherizo, nommé en Conseil des Ministres le 25 septembre 2019. 
Le Préfet se nomme Ramanankirahina Falihery, nommé en Conseil des Ministres le 17 avril 2019.
La région est divisée en trois districts, comprend cinquante trois communes :
- District d'Arivonimamo
- District de Miarinarivo
- District de Soavinandriana